# John Isner
John Robert Isner (Greensboro (North Carolina), 26 april 1985) is een Amerikaans professioneel tennisser. Hij leerde tennis toen hij negen jaar oud was en begon zijn tenniscarrière op de universiteit, maar stapte in de zomer van 2007 over naar het professionele circuit. Hij won zestien enkeltitels op de ATP-tour. Behalve zijn twee zeges op het ATP-toernooi van Auckland, won hij al zijn toernooien op Amerikaanse bodem, met als hoogtepunt de eindwinst op het ATP-toernooi van Miami in 2018, zijn eerste masterseries-titel. Sinds 2010 stond hij, met uitzondering van 2012, ieder jaar in de finale van het ATP-toernooi van Atlanta, dat hij vijfmaal won, een toernooirecord.
Op 22 juni 2010 begon Isner op Wimbledon tegen Nicolas Mahut aan de langste wedstrijd in de geschiedenis van het tennis, de partij duurde ruim elf uur en werd pas op 24 juni beëindigd. Isner won de partij uiteindelijk met 6-4, 3-6, 6-7(7), 7-6(3) en 70-68. Tijdens die wedstrijd verbrak Isner het record van meeste aantal aces in één wedstrijd: hij maakte er 113. Mahut deed niet veel voor Isner onder met 103 aces.
Op 13 juli 2018 speelde hij weer een monsterpartij op Wimbledon. De halve finale duurde 6 uur en 37 minuten. Zijn tegenstander Kevin Anderson won die partij, met 26–24 in de vijfde set.

## Carrière

### 2007
Tijdens zijn studie aan de University of Georgia was Isner zeer succesvol in het college tennis, daarom besloot hij in de zomer van 2007 een professionele tennisser te worden. De eerste future won hij direct, de daarop volgende challenger en een ATP-toernooi verloor hij echter al in de eerste ronde. In juli 2007 won hij echter wel een challenger, waardoor hij binnen één maand van de 839e positie op de ATP Rankings naar de 416e positie was opgeschoven.
Doordat Fernando González op het laatste moment zich terugtrok op het ATP-toernooi van Washington kreeg Isner een wildcard voor het toernooi. Tijdens dat toernooi won hij onder andere van Tim Henman, Gaël Monfils en Tommy Haas, om pas in de finale met 6-4, 7-6 gestopt te worden door zijn landgenoot Andy Roddick.
Door zijn successen kreeg hij toegang tot het ATP-toernooi van Cincinnati, ATP-toernooi van New Haven en de US Open. In Cincinnati verloor hij in de eerste ronde van David Ferrer, om in New Haven de tweede ronde weer te verliezen van de Spanjaard. Op de US Open wist Isner het tot de 3e ronde te schoppen, waar Roger Federer hem te slim af was, wel was Isner een van de twee spelers die tijdens de US Open een set wist af te snoepen van de Zwitser.
Hierna speelde Isner alleen nog challengers, doordat hij op deze toernooitjes goed presteerde bereikte hij aan het eind van het seizoen een 107e positie op de ranglijst. Ook werd Isner een oefenpartner voor het Amerikaanse Davis Cup-team.

### 2008
Door zijn 107e notering op de ranglijst kreeg Isner direct toegang tot de Australian Open, hij verloor in de eerste ronde echter met 6–2, 6–2, 6–4 van Fabrice Santoro. Het dubbelspeltoernooi verliep ook niet zo goed voor hem en zijn partner Ivo Karlović, waar ze al in de eerste ronde uitgeschakeld waren. Door overwinningen op het ATP-toernooi van San José belandde Isner in de top 100, namelijk op de 93e positie. In de zomer zou hij echter weer buiten de top 100 vallen door tegenvallende resultaten.

### 2010
Op Wimbledon kwam Isner in de eerste ronde uit tegen de Fransman Nicolas Mahut, die partij begon op 22 juni en was met 11 uur en 5 minuten de langste wedstrijd in de geschiedenis van het tennis. Op de late avond van de 23 juni werd de partij wegens invallende duisternis onderbroken bij een stand van 6–4, 3–6, 6-7(7), 7-6(3) en 59-59. Op 24 juni werd er verder gespeeld en Isner won uiteindelijk de wedstrijd met 70-68 in de vijfde set. Beide spelers hebben naast het verbreken van het record van de langste wedstrijd ook het record van meeste aces in één wedstrijd verbroken. Dit record stond op naam van Ivo Karlović (77 aces) en het record staat nu op 113 aces voor Isner, Mahut sloeg er 103. Verder werd in de partij ook het record van de langste set (8 uur en 11 minuten), het record voor het meest aantal games (183) in een partij, voor het grootst aantal aces in een partij (215) en voor de langste speeltijd op één dag (7 uur en 9 minuten op 23 juni) gevestigd.

## Prijzen en onderscheidingen
- 2009 - ATP Most Improved Player (ATP Meest verbeterde speler)

## Palmares
| Legenda                       | Legenda               |
| ----------------------------- | --------------------- |
| Grand Slam                    |                       |
| Olympische Spelen             |                       |
| tot 2009                      | vanaf 2009            |
| Tennis Masters Cup            | ATP Finals            |
| ATP Masters Series            | ATP Tour Masters 1000 |
| ATP International Series Gold | ATP Tour 500          |
| ATP International Series      | ATP Tour 250          |

### Enkelspel
| Nr.                  | Datum             | Toernooi              | Ondergrond    | Tegenstander in finale | Score                   | Details |
| -------------------- | ----------------- | --------------------- | ------------- | ---------------------- | ----------------------- | ------- |
| Gewonnen finales     |                   |                       |               |                        |                         |         |
| 1.                   | 16 januari 2010   | ATP Auckland (1)      | Hardcourt     | Arnaud Clément         | 6-3, 5-7, 7-6(2)        | Details |
| 2.                   | 10 juli 2011      | ATP Newport (1)       | Gras          | Olivier Rochus         | 6-3, 7-6(6)             | Details |
| 3.                   | 27 augustus 2011  | ATP Winston-Salem (1) | Hardcourt     | Julien Benneteau       | 4-6, 6-3, 6-4           | Details |
| 4.                   | 15 juli 2012      | ATP Newport (2)       | Gras          | Lleyton Hewitt         | 7-6(1), 6-4             | Details |
| 5.                   | 25 augustus 2012  | ATP Winston-Salem (2) | Hardcourt     | Tomáš Berdych          | 3-6, 6-4, 7-6(9)        | Details |
| 6.                   | 14 april 2013     | ATP Houston           | Gravel        | Nicolás Almagro        | 6-3, 7-5                | Details |
| 7.                   | 28 juli 2013      | ATP Atlanta (1)       | Hardcourt     | Kevin Anderson         | 6-7(3), 7-6(2), 7-6(2)  | Details |
| 8.                   | 12 januari 2014   | ATP Auckland (2)      | Hardcourt     | Lu Yen-Hsun            | 7-6(4), 7-6(7)          | Details |
| 9.                   | 27 juli 2014      | ATP Atlanta (2)       | Hardcourt     | Dudi Sela              | 6-3, 6-4                | Details |
| 10.                  | 2 augustus 2015   | ATP Atlanta (3)       | Hardcourt     | Marcos Baghdatis       | 6-3, 6-3                | Details |
| 11.                  | 23 juli 2017      | ATP Newport (3)       | Gras          | Matthew Ebden          | 6-3, 7-6(4)             | Details |
| 12.                  | 30 juli 2017      | ATP Atlanta (4)       | Hardcourt     | Ryan Harrison          | 7-6(6), 7-6(7)          | Details |
| 13.                  | 1 april 2018      | ATP Miami             | Hardcourt     | Alexander Zverev       | 6-7(4), 6-4, 6-4        | Details |
| 14.                  | 29 juli 2018      | ATP Atlanta (5)       | Hardcourt     | Ryan Harrison          | 5-7, 6-3, 6-4           | Details |
| 15.                  | 21 juli 2019      | ATP Newport (4)       | Gras          | Aleksandr Boeblik      | 7-6(2), 6-3             | Details |
| 16.                  | 1 augustus 2021   | ATP Atlanta (6)       | Hardcourt     | Brandon Nakashima      | 7-6(8), 7-5             | Details |
| Verloren finales     |                   |                       |               |                        |                         |         |
| 1.                   | 5 augustus 2007   | ATP Washington        | Hardcourt     | Andy Roddick           | 4-6, 6-7(4)             | Details |
| 2.                   | 21 februari 2010  | ATP Memphis           | Hardcourt     | Sam Querrey            | 7-6(3), 6-7(5), 3-6     | Details |
| 3.                   | 9 mei 2010        | ATP Belgrado          | Gravel        | Sam Querrey            | 6-3, 6-7(4), 4-6        | Details |
| 4.                   | 25 juli 2010      | ATP Atlanta           | Hardcourt     | Mardy Fish             | 6-4, 4-6, 6-7(4)        | Details |
| 5.                   | 24 juli 2011      | ATP Atlanta           | Hardcourt     | Mardy Fish             | 6-3, 6-7(6), 2-6        | Details |
| 6.                   | 18 maart 2012     | ATP Indian Wells      | Hardcourt     | Roger Federer          | 6-7(7), 3-6             | Details |
| 7.                   | 15 april 2012     | ATP Houston           | Gravel        | Juan Mónaco            | 2-6, 6-3, 3-6           | Details |
| 8.                   | 4 augustus 2013   | ATP Washington        | Hardcourt     | Juan Martín del Potro  | 6-3, 1-6, 2-6           | Details |
| 9.                   | 17 augustus 2013  | ATP Cincinnati        | Hardcourt     | Rafael Nadal           | 6-7(8), 6-7(3)          | Details |
| 10.                  | 8 augustus 2015   | ATP Washington        | Hardcourt     | Kei Nishikori          | 6-3, 4-6, 4-6           | Details |
| 11.                  | 7 augustus 2016   | ATP Atlanta           | Hardcourt     | Nick Kyrgios           | 6-7(3), 6-7(4)          | Details |
| 12.                  | 6 november 2016   | ATP Parijs            | Hardcourt (i) | Andy Murray            | 3-6, 7-6(4), 4-6        | Details |
| 13.                  | 31 maart 2019     | ATP Miami             | Hardcourt     | Roger Federer          | 1-6, 4-6                | Details |
| 14.                  | 10 april 2022     | ATP Houston           | Gravel        | Reilly Opelka          | 3–6, 6–7(7)             | Details |
| 15.                  | 12 februari 2023  | ATP Dallas            | Hardcourt (i) | Wu Yibing              | 7–6(4), 6–7(3), 6–7(12) | Details |
| Gewonnen challengers |                   |                       |               |                        |                         |         |
| 1.                   | 29 juli 2007      | Lexington             | Hardcourt     | Brian Wilson           | 6-7(9), 6-3, 6-4        |         |
| 2.                   | 28 september 2008 | Lubbock               | Hardcourt     | Frank Dancevic         | 7-6(2), 4-6, 6-2        |         |
| 3.                   | 26 april 2009     | Tallahassee           | Hardcourt     | Donald Young           | 7-5, 6-4                |         |

### Dubbelspel
| Nr.                          | Datum            | Toernooi             | Ondergrond    | Partner           | Tegenstanders in finale                  | Score                | Details |
| ---------------------------- | ---------------- | -------------------- | ------------- | ----------------- | ---------------------------------------- | -------------------- | ------- |
| Gewonnen finales herendubbel |                  |                      |               |                   |                                          |                      |         |
| 1.                           | 7 juli 2008      | ATP Newport          | Gras          | Mardy Fish        | Rohan Bopanna Aisam-ul-Haq Qureshi       | 6-4, 7-6(1)          | Details |
| 2.                           | 21 februari 2010 | ATP Memphis          | Hardcourt     | Sam Querrey       | Ross Hutchins Jordan Kerr                | 6-4, 6-4             | Details |
| 3.                           | 15 mei 2011      | ATP Rome             | Gravel        | Sam Querrey       | Mardy Fish Andy Roddick                  | Walk-over            | Details |
| 4.                           | 16 oktober 2016  | ATP Shanghai         | Hardcourt (i) | Jack Sock         | Henri Kontinen John Peers                | 6-4, 6-4             | Details |
| 5.                           | 17 maart 2018    | ATP Indian Wells (1) | Hardcourt     | Jack Sock         | Bob Bryan Mike Bryan                     | 7-6(4), 7-6(2)       | Details |
| 6.                           | 24 juli 2021     | ATP Cabo San Lucas   | Hardcourt     | Hans Hach Verdugo | Hunter Reese Sem Verbeek                 | 5-7, 6-2, [10-4]     | Details |
| 7.                           | 20 maart 2022    | ATP Indian Wells (2) | Hardcourt     | Jack Sock         | Santiago González Édouard Roger-Vasselin | 7–6(4), 6–3          | Details |
| 8.                           | 17 maart 2022    | ATP Miami            | Hardcourt     | Hubert Hurkacz    | Wesley Koolhof Neal Skupski              | 7–6(5), 6–4          | Details |
| Verloren finales herendubbel |                  |                      |               |                   |                                          |                      |         |
| 1.                           | 2 mei 2010       | ATP Rome             | Gravel        | Sam Querrey       | Mike Bryan Bob Bryan                     | 2-6, 3-6             | Details |
| 2.                           | 10 mei 2011      | ATP Houston          | Gravel        | Sam Querrey       | Mike Bryan Bob Bryan                     | 7-6(4), 2-6, [5-10]  | Details |
| 3.                           | 18 maart 2012    | ATP Indian Wells     | Hardcourt     | Sam Querrey       | Marc López Rafael Nadal                  | 2-6, 6-7(7)          | Details |
| 4.                           | 4 maart 2017     | ATP Acapulco         | Hardcourt     | Feliciano López   | Jamie Murray Bruno Soares                | 3-6, 3-6             | Details |
| 5.                           | 8 oktober 2017   | ATP Peking           | Hardcourt     | Jack Sock         | Henri Kontinen John Peers                | 3-6, 6-3, [7-10]     | Details |
| 6.                           | 15 mei 2022      | ATP Rome             | Gravel        | Diego Schwartzman | Nikola Mektić Mate Pavić                 | 2–6, 7–6(6), [10–12  | Details |
| Gewonnen challengers         |                  |                      |               |                   |                                          |                      |         |
| 1.                           | 21 oktober 2007  | Calabasas            | Hardcourt     | Brian Wilson      | Robert Kendrick Cecil Mamiit             | 7-6(10), 4-6, [10-8] |         |
| 2.                           | 4 november 2007  | Louisville           | Hardcourt (i) | Travis Parrott    | Richard Bloomfield Michael Ryderstedt    | 6-4, 6-4             |         |

### Landencompetities
| Nr.              | Datum                | Toernooi  | Ondergrond    | Partner(s)                                                                          | Tegenstanders in finale                                                                           | Score                  | Details |
| ---------------- | -------------------- | --------- | ------------- | ----------------------------------------------------------------------------------- | ------------------------------------------------------------------------------------------------- | ---------------------- | ------- |
| Verloren finales |                      |           |               |                                                                                     |                                                                                                   |                        |         |
| 1.               | 22-24 september 2017 | Laver Cup | Hardcourt (i) | Sam Querrey Nick Kyrgios Jack Sock Denis Shapovalov Frances Tiafoe                  | Rafael Nadal Roger Federer Alexander Zverev Marin Čilić Dominic Thiem Tomáš Berdych               | 9-15 (12 wedstrijden)  | Details |
| 2.               | 21-23 september 2018 | Laver Cup | Hardcourt (i) | Kevin Anderson Nick Kyrgios Jack Sock Diego Schwartzman Frances Tiafoe              | Roger Federer Novak Đoković Alexander Zverev Grigor Dimitrov David Goffin Kyle Edmund             | 8-13 (11 wedstrijden)  | Details |
| 3.               | 20-22 september 2019 | Laver Cup | Hardcourt (i) | Milos Raonic Nick Kyrgios Jack Sock Denis Shapovalov Taylor Fritz                   | Rafael Nadal Roger Federer Dominic Thiem Alexander Zverev Stéfanos Tsitsipás Fabio Fognini        | 11-13 (12 wedstrijden) | Details |
| 4.               | 20-22 september 2021 | Laver Cup | Hardcourt (i) | Félix Auger-Aliassime Denis Shapovalov Diego Schwartzman Reilly Opelka Nick Kyrgios | Daniil Medvedev Stéfanos Tsitsipás Alexander Zverev Andrej Roebljov Matteo Berrettini Casper Ruud | 1-14 (9 wedstrijden)   | Details |

## Resultaten grote toernooien
| Legenda | Legenda                          |
| ------- | -------------------------------- |
| g.t.    | geen toernooi gehouden           |
| l.c.    | lagere categorie                 |
| –       | niet deelgenomen                 |
| G       | uitgeschakeld in de groepsfase   |
| 1R      | uitgeschakeld in de eerste ronde |
| 2R      | uitgeschakeld in de tweede ronde |
| 3R      | uitgeschakeld in de derde ronde  |
| 4R      | uitgeschakeld in de vierde ronde |
| KF      | uitgeschakeld in de kwartfinale  |
| HF      | uitgeschakeld in de halve finale |
| F       | de finale verloren               |
| W       | het toernooi gewonnen            |
| w-v     | winst/verlies-balans             |

### Enkelspel
| grandslamtoernooien  |      |      |      |      |      |    |      |      |      |    |      |      |      |      |      |      |      |
| Australian Open      | –    | 1R   | 1R   | 4R   | 3R   | 3R | –    | 1R   | 3R   | 4R | 2R   | 1R   | 1R   | 3R   | –    | 1R   | 1R   |
| Roland Garros        | –    | 1R   | –    | 3R   | 1R   | 2R | 3R   | 4R   | 2R   | 4R | 3R   | 4R   | –    | 2R   | 3R   | 3R   | 1R   |
| Wimbledon            | –    | 1R   | –    | 2R   | 2R   | 1R | 2R   | 3R   | 3R   | 3R | 2R   | HF   | 2R   | g.t. | 1R   | 3R   |      |
| US Open              | 3R   | 1R   | 4R   | 3R   | KF   | 3R | 3R   | 3R   | 4R   | 3R | 3R   | KF   | 3R   | 1R   | 1R   | 2R   |      |
| ATP Finals           |      |      |      |      |      |    |      |      |      |    |      |      |      |      |      |      |      |
| ATP Finals           | –    | –    | –    | –    | –    | –  | –    | –    | G    | –  | –    | G    | –    | –    | –    | –    |      |
| ATP Masters 1000     |      |      |      |      |      |    |      |      |      |    |      |      |      |      |      |      |      |
| Indian Wells         | –    | 3R   | 4R   | 4R   | 3R   | F  | 2R   | HF   | 4R   | 4R | 3R   | 2R   | 4R   | g.t. | 3R   | 4R   | 1R   |
| Miami                | –    | 1R   | 2R   | 3R   | 4R   | 3R | 3R   | 4R   | HF   | 2R | 3R   | W    | F    | g.t. | 4R   | 2R   | 1R   |
| Monte Carlo          | –    | –    | –    | –    | –    | –  | 1R   | –    | 3R   | –  | –    | –    | –    | g.t. | –    | –    | –    |
| Madrid               | l.c. | l.c. | –    | 3R   | 2R   | 2R | 2R   | 3R   | KF   | –  | –    | KF   | –    | g.t. | KF   | 2R   | –    |
| Rome                 | –    | –    | –    | 2R   | 1R   | 2R | 1R   | 1R   | 3R   | –  | HF   | 2R   | –    | –    | –    | 2R   | –    |
| Montreal/Toronto     | –    | –    | 2R   | –    | 2R   | HF | 1R   | 1R   | KF   | 2R | 1R   | 3R   | 2R   | g.t. | HF   | –    |      |
| Cincinnati           | 1R   | 2R   | 2R   | 2R   | 1R   | –  | F    | 3R   | 1R   | 2R | HF   | 1R   | 2R   | 3R   | 3R   | KF   |      |
| Shanghai             | l.c. | l.c. | 1R   | 2R   | –    | 3R | 2R   | 3R   | 3R   | 1R | 3R   | –    | 3R   | g.t. | g.t. | g.t. |      |
| Parijs               | –    | –    | 2R   | 2R   | HF   | 2R | 3R   | 2R   | KF   | F  | HF   | 3R   | 2R   | –    | –    | 2R   |      |
| olympisch            |      |      |      |      |      |    |      |      |      |    |      |      |      |      |      |      |      |
| Olympische Spelen    | g.t. | –    | g.t. | g.t. | g.t. | KF | g.t. | g.t. | g.t. | –  | g.t. | g.t. | g.t. | g.t. | –    | g.t. | g.t. |
| statistieken         |      |      |      |      |      |    |      |      |      |    |      |      |      |      |      |      |      |
| totaal aantal titels | 0    | 0    | 0    | 1    | 2    | 2  | 2    | 2    | 1    | 0  | 1    | 2    | 1    | 0    | 1    | 0    | 0    |
| eindejaarsranking    | 106  | 144  | 34   | 19   | 18   | 14 | 14   | 19   | 11   | 19 | 17   | 10   | 19   | 25   | 24   | 41   |      |

### Dubbelspel
| toernooi             | 2003 | 2007 | 2008 | 2009 | 2010 | 2011 | 2012 | 2013 | 2014 | 2015 | 2016 | 2017 | 2018 | 2019 | 2020 | 2021 | 2022 | 2023 |
| -------------------- | ---- | ---- | ---- | ---- | ---- | ---- | ---- | ---- | ---- | ---- | ---- | ---- | ---- | ---- | ---- | ---- | ---- | ---- |
| grandslamtoernooien  |      |      |      |      |      |      |      |      |      |      |      |      |      |      |      |      |      |      |
| Australian Open      | –    | –    | 1R   | KF   | 3R   | –    | –    | –    | –    | –    | –    | –    | –    | –    | –    | –    | –    | 1R   |
| Roland Garros        | –    | –    | 3R   | –    | –    | 1R   | –    | –    | –    | –    | –    | –    | –    | –    | –    | –    | –    | –    |
| Wimbledon            | –    | –    | –    | –    | –    | –    | –    | –    | –    | –    | –    | –    | –    | –    | g.t. | –    | –    |      |
| US Open              | 1R   | 1R   | 1R   | 2R   | –    | –    | –    | –    | –    | –    | –    | –    | –    | –    | –    | –    | –    |      |
| ATP Masters 1000     |      |      |      |      |      |      |      |      |      |      |      |      |      |      |      |      |      |      |
| Indian Wells         | –    | –    | –    | –    | HF   | 2R   | F    | 2R   | HF   | 2R   | 2R   | 1R   | W    | 1R   | g.t. | 2R   | W    | HF   |
| Miami                | –    | –    | –    | –    | 2R   | 2R   | –    | 1R   | –    | HF   | KF   | 2R   | 2R   | KF   | g.t. | 2R   | W    | –    |
| Monte Carlo          | –    | –    | –    | –    | –    | –    | –    | –    | –    | –    | –    | –    | –    | –    | g.t. | –    | –    | –    |
| Madrid               | l.c. | l.c. | l.c. | –    | 2R   | HF   | 1R   | 2R   | 2R   | –    | –    | –    | 1R   | –    | g.t. | –    | HF   | –    |
| Rome                 | –    | –    | –    | –    | F    | W    | 1R   | 1R   | 1R   | –    | –    | KF   | 2R   | –    | –    | –    | F    | –    |
| Montreal/Toronto     | –    | –    | –    | –    | –    | –    | –    | –    | –    | –    | –    | –    | –    | 1R   | g.t. | –    | –    |      |
| Cincinnati           | –    | 2R   | KF   | 2R   | 2R   | 1R   | –    | –    | –    | –    | –    | –    | –    | –    | 2R   | –    | 1R   |      |
| Shanghai             | l.c. | l.c. | l.c. | 1R   | 1R   | –    | –    | –    | –    | 2R   | W    | –    | –    | 2R   | g.t. | g.t. | g.t. |      |
| Parijs               | –    | –    | –    | –    | 2R   | 1R   | 1R   | 2R   | 1R   | 1R   | –    | –    | –    | –    | –    | –    | –    |      |
| olympisch            |      |      |      |      |      |      |      |      |      |      |      |      |      |      |      |      |      |      |
| Olympische Spelen    | g.t. | g.t. | –    | g.t. | g.t. | g.t. | 1R   | g.t. | g.t. | g.t. | –    | g.t. | g.t. | g.t. | g.t. | –    | g.t. | g.t. |
| statistieken         |      |      |      |      |      |      |      |      |      |      |      |      |      |      |      |      |      |      |
| totaal aantal titels | 0    | 0    | 1    | 0    | 1    | 1    | 0    | 0    | 0    | 0    | 1    | 0    | 1    | 0    | 0    | 1    | 3    | 0    |
| eindejaarsranking    | 1383 | 226  | 106  | 97   | 31   | 36   | 94   | 193  | 170  | 122  | 54   | 100  | 59   | 182  | 184  | 206  | 20   |      |